# Kościół ewangelicko-augsburski w Dźwierzutach
Kościół ewangelicko-augsburski w Dźwierzutach – kościół filialny należący do parafii Ewangelicko-Augsburskiej w Pasymiu (diecezja mazurska Kościoła Ewangelicko-Augsburskiego w RP). Znajduje się przy ulicy Pasymskiej.
Pierwszy kościół w tym miejscu został zbudowany ok. 1385 roku. Został on jednak zniszczony w 1691 roku przez pożar. W latach 1693–1695 została wzniesiona nowa świątynia, w której zostały częściowo zachowane mury poprzedniego kościoła.
Budowla jest orientowana, salowa, murowana, zbudowana z cegły i kamienia polnego i otynkowana. Wzniesiona została na planie prostokąta i reprezentuje styl późnogotycki z późniejszymi elementami stylu barokowego (należą do niego m.in. wolutowy szczyt od strony wschodniej). Od strony zachodniej do korpusu nawowego jest dobudowana masywna, czworokątna wieża wzmocniona przyporami w narożnikach. Jest trzykondygnacyjna: w dolnej jest umieszczona kruchta z uskokowym portalem, wyższe są ozdobione ostrołukowymi blendami. Od strony wschodniej jest umieszczone trójbocznie zamknięte prezbiterium, w jego szczycie znajduje się metalowa chorągiewka z datą 1695. Korpus budowli charakteryzuje się skromnymi, pozbawionymi detalu elewacjami ozdobionymi rzędem odcinkowo zamkniętych okien z witrażami (ufundowali je parafianie w 1936 roku).
Świątynia posiada ołtarz wykonany pod koniec XVI wieku. W środkowym miejscu znajduje się w nim rzeźbiona Grupa Ukrzyżowania, z kolei na skrzydłach bocznych są przedstawione sceny z cyklu chrystologicznego i starotestamentowego oraz wizerunki Marcina Lutra i Filipa Melanchtona. Wielokątna ambona jest ozdobiona malowanymi postaciami czterech ewangelistów. Barokowy prospekt organowy powstał w pierwszej połowie XVIII wieku. Na ścianie prezbiterium jest umieszczona tablica poświęcona właścicielowi Małszewka – Juliusowi von Quiesowi, który zginął w Kamerunie.